# Lorenzo Quirós

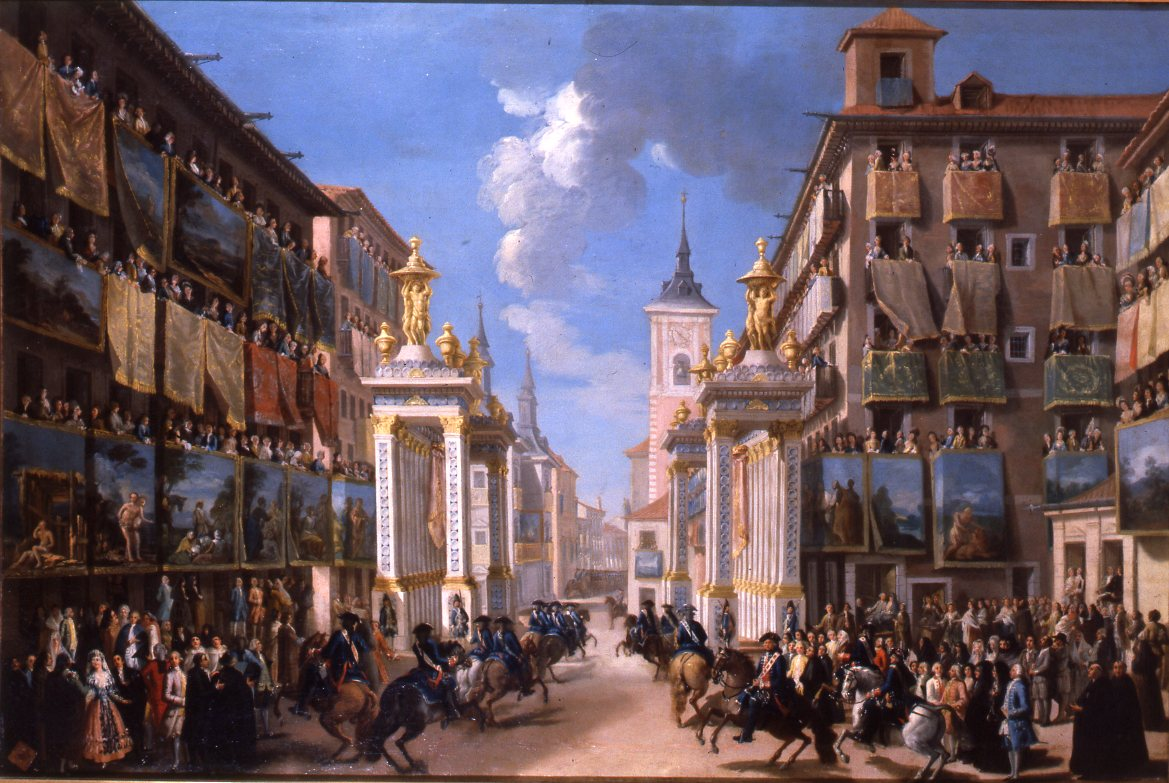
Ornatos en la calle Platerías (calle Mayor) con motivo de la entrada de Carlos III en Madrid, c. 1763, óleo sobre lienzo, 111 x 167 cm, Madrid, Real Academia de Bellas Artes de San Fernando.

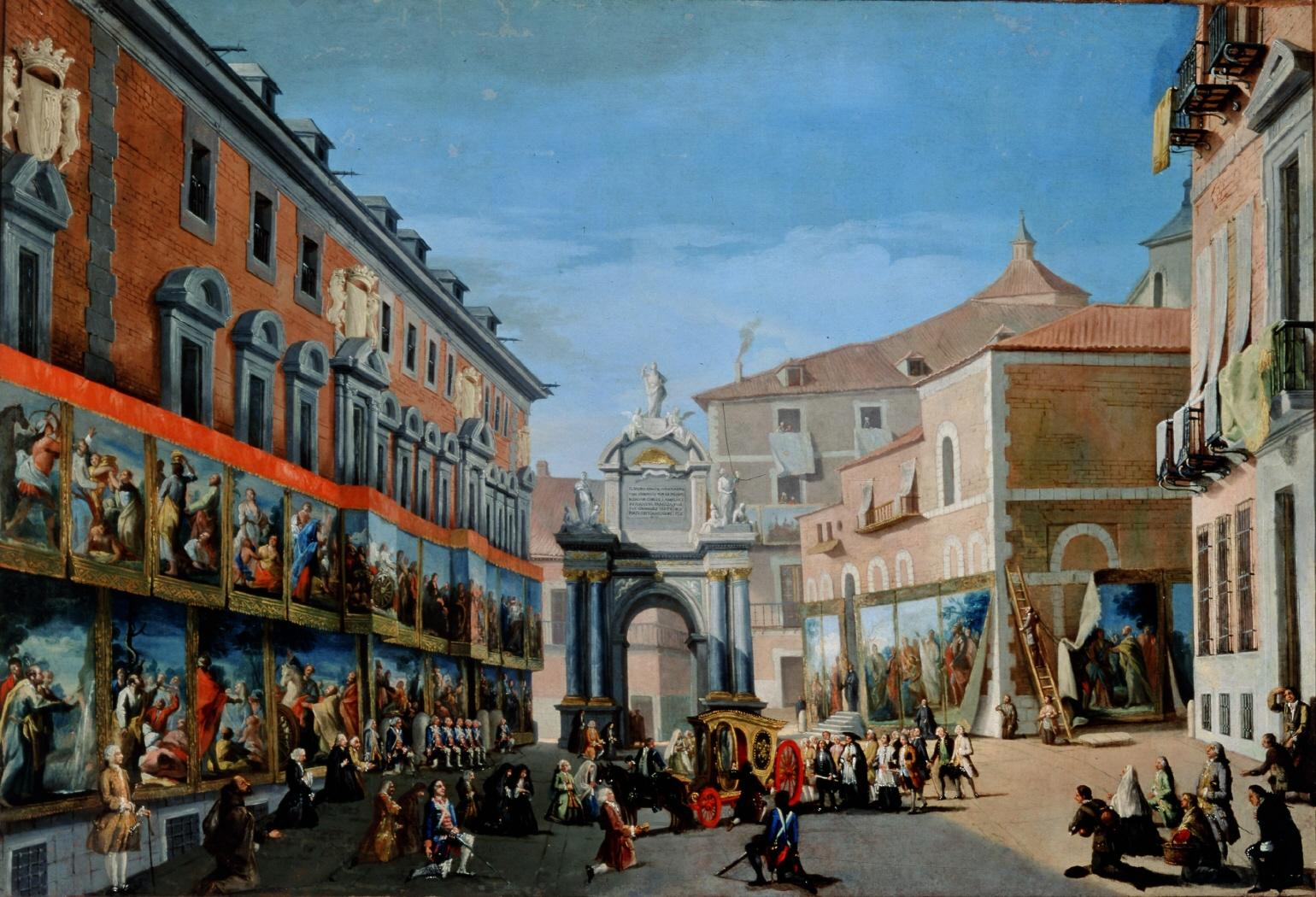
Arco de triunfo de Santa María en la calle Mayor con motivo de la entrada de Carlos III en Madrid, c. 1763, óleo sobre lienzo, 112 x 163 cm, Madrid, Real Academia de Bellas Artes de San Fernando.

Lorenzo Quirós (Los Santos de Maimona, Badajoz, 1717-Sevilla, 1789) fue un pintor español del siglo XVIII.

## Biografía
Tras iniciarse en el estudio de la pintura en Badajoz pasó a Sevilla, donde prosiguió su formación artística con Bernardo Lorente y Germán y en 1756 se trasladó a Madrid para realizar estudios en la Real Academia de Bellas Artes de San Fernando.
En Madrid trabajó en los ornatos callejeros para la entrada de Carlos III en 1760, y Gaya Nuño le atribuyó los cinco lienzos conservados en los que se recogen esos ornatos festivos y el ambiente de las calles al paso de la comitiva regia, propiedad de la Real Academia de San Fernando. El mismo año participó con un óleo en el concurso convocado por la Academia en Junta del 27 de enero, cuyo tema era: «El Santo rey don Fernando acompañado del Arzobispo de Toledo don Rodrigo, de los Maestres de Santiago, Calatrava y Alcántara, de muchos ricos-hombres y gran parte de sus tropas recibe en Sierra Morena de los Embajadores de Mohamed, rey de Baeza, el vasallaje que le ofrece este rey, con varios presentes y víveres para el Ejército», óleo conservado en los depósitos de la Academia, por el que obtuvo el segundo premio de primera clase, tras Ginés Andrés de Aguirre. 
Según Ceán Bermúdez, no quiso trabajar con Antón Rafael Mengs «por extravagancia de su genio» y «por apreciar más su libertad que los honores y bienes de la fortuna», y retornó a Sevilla, donde se ganó la vida realizando numerosas copias de cuadros de Murillo. El propio Ceán informa de algunas obras pintadas por Quirós, entre ellas un San José de Calasanz ofreciendo unos niños a la Virgen, que pintó para las Escuelas Pías de San Fernando en Madrid, incendiadas al comienzo de la guerra civil española, y diversas obras para la Cartuja de Cazalla de la Sierra (Sevilla), suprimida con la desamortización. En la Cartuja de Granada había un San Juan, el Niño y San Bruno, robado en 1843 según el Diccionario Geográfico de Pascual Madoz.
En Sevilla se conserva La aprobación de las constituciones del Oratorio de San Felipe Neri, en la iglesia de San Alberto y los retratos de Carlos III y María Amalia de Sajonia pintados en 1784 para la Real Academia de Medicina de Sevilla.